# Rosmolen van het Hoog Kamerke
De Rosmolen van het Hoog Kamerke is een rosmolen aan de Oostendsesteenweg in de tot de West-Vlaamse gemeente Zuienkerke behorende plaats Meetkerke. De buitenrosmolen fungeerde als korenmolen. De molen werd gebouwd in 1880 en is een achthoekig bakstenen gebouw. Hoewel nog in redelijke staat is het binnenwerk niet meer aanwezig en werd het dak gedeeltelijk met golfplaten afgedekt.
'Hoog Kamerke', het hoevecomplex waar de rosmolen deel van uitmaakt, gaat terug tot de 16e eeuw. Het huidige gebouw is van 1843, het wordt uitgebaat als vakantieboerderij. 